# Waltere Moor
Das Gebiet Waltere Moor ist ein mit Verordnung vom 22. April 1986 ausgewiesenes Naturschutzgebiet (NSG-Nummern 3.157 (KN) und 4.133 (SIG)) in den baden-württembergischen Landkreisen Konstanz und Sigmaringen in Deutschland.

## Lage
Das insgesamt 96,3 Hektar große Naturschutzgebiet Waltere Moor gehört naturräumlich zu den Donau-Ablach-Platten. Das westlichste der oberschwäbischen Übergangsmoore liegt an der Grenze zum Oberschwäbischen Hügelland, zwischen Meßkirch und Stockach, auf den Gemarkungen Mindersdorf der Gemeinde Hohenfels und Sauldorf  der Gemeinde Sauldorf, etwa dreieinhalb Kilometer südwestlich der Sauldorfer Ortsmitte unmittelbar südwestlich des Weilers Roth.
Es liegt in der flachgeneigten Grundmoränenlandschaft der Rißvereisung unmittelbar an der Europäischen Wasserscheide auf einer durchschnittlichen Höhe von 630 m ü. NHN und entwässert über die Ablach in die Donau.

## Geschichte
Zu Beginn des 19. Jahrhunderts stellte die Waltere ein typisches Hochmoor mit einer Mächtigkeit vor der Abtorfung von bis zu siebeneinhalb Metern dar.
Nach Erteilung der Erlaubnis durch Anton Aloys, den Fürsten von Hohenzollern-Sigmaringen, begann im Jahr 1812 der Torfabbau in der Waltere. Außer für Bügelkohle und Hausbrand fand der Torf bei der St. Galler Eisenbahnverwaltung sowie den Eisenhütten in Laucherthal und Thiergarten Verwendung. Die jährliche, noch manuelle Abbauleistung betrug im Jahr 1860 2,2 Millionen Torfziegel. Zehn Jahre später erfolgte eine Mechanisierung des bis 1925 andauernden Abbaus. Bis 1950 wurde die vom Torfstich aufgegebene Fläche als Streuwiese genutzt.

## Schutzzweck
Wesentlicher Schutzzweck ist die Erhaltung des Waltere Moors als Moorlandschaft von besonderer Eigenart und Schönheit. Die hohe Schutzwürdigkeit ergibt sich insbesondere auf Grund
- der Lage des vielfältig gegliederten Feuchtgebiets an der klimatisch bedingten nordwestlichen Grenze Oberschwäbischer Hochmoorvorkommen
- der großen Biotopvielfalt, die unter anderem Hoch‑ und Übergangsmoorflächen mit Moorwäldern und Bruchwaldgebüsch, Nass-, Feucht- und Magerwiesen enthält
- des Vorkommens zahlreicher seltener und zum Teil vom Aussterben bedrohter Tier‑ und Pflanzenarten.

### Partnerschutzgebiete
Das Waltere Moor grenzt im Westen an das Naturschutzgebiet Schwackenreuter Baggerseen-Rübelisbach (4.314), im Norden an den Naturpark Obere Donau und ist Teil des FFH-Gebiets „Ablach, Baggerseen und Waltere Moor“ (8020341).

## Flora und Fauna
Folgende, seltene und teils vom Aussterben bedrohte Arten (Auswahl) sind im Naturschutzgebiet Waltere Moor beschrieben:

### Flora
- Strauch-Birke (Betula humilis), auch „Niedrige Birke“ genannt

### Fauna
- Insekten
  - Distelfalter (Vanessa cardui)
  - Großer Perlmuttfalter (Speyeria aglaja)
  - Kaisermantel oder „Silberstrich“ (Argynnis paphia)
- Vögel
  - Sperber (Accipiter nisus), aus der Familie der Habichtartigen
  - Ziegenmelker (Caprimulgus europaeus), eine von zwei in Europa vorkommenden Arten aus der Familie der Nachtschwalben